# Misaje
Misaje es un municipio del departamento de Donga-Mantung de la región del Noroeste, Camerún. En noviembre de 2005 tenía una población censada de 22 641 habitantes.
Se encuentra ubicado cerca de la frontera con Nigeria.